# Tầng Priabona
| Hệ/ Kỷ                               | Thống/ Thế | Bậc / Kỳ   | Tuổi (Ma)    | Tuổi (Ma) |
| ------------------------------------ | ---------- | ---------- | ------------ | --------- |
| Neogen                               | Miocen     | Aquitane   | trẻ hơn      |           |
| Paleogen                             | Oligocen   | Chatti     | 23.03 - 28.1 |           |
| Paleogen                             | Oligocen   | Rupel      | 28.1 - 33.9  |           |
| Paleogen                             | Eocen      | Priabona   | 33.9 - 37.8  |           |
| Paleogen                             | Eocen      | Barton     | 37.8 - 41.2  |           |
| Paleogen                             | Eocen      | Lutetia    | 41.2 - 47.8  |           |
| Paleogen                             | Eocen      | Ypres      | 47.8 - 56    |           |
| Paleogen                             | Paleocen   | Thanet     | 56 - 59.2    |           |
| Paleogen                             | Paleocen   | Seland     | 59.2 - 61.6  |           |
| Paleogen                             | Paleocen   | Đan Mạch   | 61.6 - 66    |           |
| Creta                                | Thượng     | Maastricht | cổ hơn       |           |
| Phân chia Paleogen theo ICS, 8/2018. |            |            |              |           |

Tầng Priabona (còn gọi là tầng Jackson hay tầng Runangan) là tầng cuối cùng của thế Eocen. Tầng này trải dài trong khoảng thời gian từ 37,8 ± 0,1 triệu năm trước (Ma) tới 33,9 ± 0,1 Ma. Tên gọi của tầng này lấy theo tên gọi của Priabona, một khu vực thuộc Vicenza, Ý.
Tầng này bắt đầu khi có các hóa thạch của Chiasmolithus oamaruensis và kết thúc trước khi có hóa thạch của trùng lỗ phù du Hantkenina.